# Sondelfingen
Sondelfingen, Reutlingen-Sondelfingen — dzielnica miasta Reutlingen w Niemczech, w kraju związkowym Badenia-Wirtembergia.